# Mari Diata II
Mansa Jata, communément appelé Mari Diata II, peut-être à tort, est mansa du Mali de 1360 à 1374. Il est un dirigeant inefficace et son règne, relaté par l'historien nord-africain contemporain Ibn Khaldoun, marque le début du déclin de l'empire du Mali.
Jata est le fils de Mansa Maghan, et en tant que tel le petit-fils de Mansa Musa. Jata pourrait être la même personne qu'un personnage nommé Jatil mentionné par Ibn Battuta. Si tel est le cas, il vit en exil à Kanburni sous le règne de son grand-oncle Mansa Suleyman, peut-être parce que Suleyman prend le trône du père de Jata, Maghan, par la force. Jata aurait alors conspiré avec la femme de Suleyman, Qasa, qui aurait pu être sa sœur, pour déposer Suleyman. Cependant, Qasa est découverte et la tentative de coup d'État est empêchée.
À la mort de Suleyman, son fils Qanba lui succède et ne règne que neuf mois. Une guerre civile éclate bientôt, dont Jata sort vainqueur. Il consolide son pouvoir à la fin de l'année 1360. Suleyman prépare une délégation de cadeaux pour le sultan mérinide, mais il meurt avant que la délégation ne puisse être envoyée, et la délégation prend part à la guerre civile à Walata. Jata ajoute des cadeaux à la délégation, dont une girafe, et envoie la délégation à Fès. La délégation arrive en décembre 1360 ou janvier 1361, où elle a été reçue par le sultan Abu Salim et suscite beaucoup d'intérêt parmi les habitants de Fès.
Jata est considéré comme un souverain tyrannique et dépensier. Il aurait vendu l'un des trésors nationaux du Mali, un bloc d'or pesant vingt qintars, pour un prix bien inférieur à sa valeur.
Jata contracte une maladie du sommeil qui le rend de plus en plus incapable.  Après deux ans de maladie et un règne de quatorze ans, il meurt, en 1373 ou 1374. Il est remplacé par son fils Musa ; un autre de ses fils, Magha, succède à Musa. 
Djibril Tamsir Niane identifie Jata avec Konkodugu Kamissa, une figure de la tradition orale de Hamana, mais Yves Person conteste les interprétations de Niane sur les généalogies traditionnelles et suggère qu'il y a un écart dans la tradition orale entre le milieu du XIVe siècle et le début du XVIIe, avec Sulayman étant le dernier mansa rappelé avant cet écart.